# Nessuno può sentirti
Nessuno può sentirti (No One Can Hear You) è un film di John Laing, prodotto nel 2001.

## Trama
A Riverhead, una cittadina americana molto tranquilla, iniziano ad avvenire sanguinosi omicidi, che comprendono intere famiglie.
Trish Burchall è una giornalista radiofonica, madre di Lisa ed Amy, proprio per la sua professione si ritroverà coinvolta nelle indagini su richiesta dell'amico e sceriffo Joe. Poco dopo, questi ultimi si renderanno conto che gli omicidi non sono casuali, le famiglie uccise sono collegate a Lisa, per questo lo sceriffo manda un agente per proteggere Lisa e i familiari.
La madre Trish è lontana da casa ed è in compagnia dello sceriffo per portare avanti le indagini.
Intanto, a casa della giornalista radiofonica, si presenta uno straniero, un giovane e misterioso ragazzo di nome Robert che chiede di poter essere ospitato; dopo aver parlato con l'agente incaricato di sorvegliare Lisa ed Amy, gli viene concesso di rimanere. Ben, compagno di scuola e fidanzatino di Lisa, esplode di rabbia per la notizia e rimarrà a dormire in quella casa, perché non ripone fiducia in Robert.
La vicenda si complica, i potenziali assassini diventano tre, un ragazzo di nome Dirk che frequenta la stessa scuola di Lisa, coinvolto nelle indagini per motivi amorosi, in quanto usciva contemporaneamente con le figlie di entrambe le famiglie uccise e flirtava in maniera spudorata anche con Lisa. Il secondo sospettato è il misterioso Robert e, infine, il terzo è Ben che si rivelerà essere il vero assassino. Ben fu l'unico superstite della sua famiglia, quando il padre in preda alla pazzia li trucidò tutti, crescendo il ragazzo sviluppò due personalità differenti, una pacifista, dolce e romantica, l'altra confusa, malvagia e assassina.
Il finale del film risulta aperto, in quanto Lisa due settimane dopo l'aggressione di Ben e la sua morte, riceve per posta una fotografia che la ritrae nella sua veranda: questa è crocettata di rosso ed è accompagnata da una lettera d'amore che era solito spedire l'assassino.

## Personaggi
- Trish Burchall: giornalista radiofonica, madre di Lisa ed Amy, interpretata da Kelly McGillis.
- Lisa: figlia di Trish e potenziale vittima del killer, interpretata da Kate Elliott.
- Amy: figlia di Trish e sorella di Lisa, interpretata da Emily Barclay.
- Ben Kelly: compagno di scuola, fidanzato di Lisa e killer, interpretato da Tom Huntington.
- Robert Player: misterioso straniero, interpretato da Kieren Hutchison.
- Joe Webster: sceriffo e amico di Trish, interpretato da Barry Corbin.
- Dirk Mettcalfe: primo sospettato di omicidio, interpretato da Daniel Gillies.